# Republiek Ararat
De Republiek Ararat (Koerdisch: Komara Agiriyê) was een Koerdische republiek die zich tijdens de Ararat-opstand op 28 oktober 1927 onafhankelijk verklaarde van Turkije. De republiek lag in het oosten van het huidige Turkije, in de provincie Ağrı. In september 1930 heroverden Turkse militairen het gebied en kwam de de facto onafhankelijkheid van Ararat ten einde. 